# Алкантара (муниципалитет)
Алкантара (порт. Alcântara) — муниципалитет в Бразилии, входит в штат Мараньян. Составная часть мезорегиона Север штата Мараньян. Входит в экономико-статистический микрорегион Литорал-Осидентал-Мараньенси. Население составляет 21 851 человек на 2010 год. Занимает площадь 1457,916 км². Плотность населения — 14,99 чел./км².

## Демография
Согласно сведениям, собранным в ходе переписи 2010 г. Национальным институтом географии и статистики (IBGE), население муниципалитета составляет:
| Полное население                               | Полное население                               | Полное население                               | Полное население                               | 21 851 |
| ---------------------------------------------- | ---------------------------------------------- | ---------------------------------------------- | ---------------------------------------------- | ------ |
| в том числе:                                   | Городское население                            | 6 399                                          | Процент городского населения, %                | 29,28  |
|                                                | Сельское население                             | 15 452                                         | Процент сельского населения, %                 | 70,72  |
|                                                | Мужское население                              | 11 258                                         | Процент мужского населения, %                  | 51,52  |
|                                                | Женское население                              | 10 593                                         | Процент женского населения, %                  | 48,48  |
| Плотность населения, чел/км²                   | Плотность населения, чел/км²                   | Плотность населения, чел/км²                   | Плотность населения, чел/км²                   | 14,99  |
| Население муниципалитета в % к населению штата | Население муниципалитета в % к населению штата | Население муниципалитета в % к населению штата | Население муниципалитета в % к населению штата | 0,33   |

По данным оценки 2016 года, население муниципалитета составляет 21 659 жителей.

## История
Город основан 22 декабря 1948 года.
В 1982 г. был разработан проект космического центра «Алкантара» (СЕА). Строительство центра началось в 1983 г. Почти 300 млн дол. потрачено на создание необходимой инфраструктуры. Официальное открытие СЕА состоялось в феврале 1990 г.
Космический центр «Алкантара» расположен в штате Мараньян. Он занимает площадь 620 кв.км, ограниченную с севера и востока Атлантическим океаном. Климатические условия в районе размещения СЕА весьма благоприятны: безоблачная сухая погода на протяжении большей части года, со среднегодовой температурой 26°С, четко выраженный период тропических ливней, устойчивая роза ветров, сила которых не выходит за пределы допустимого для запуска ракет. В космическом центре «Алкантара» размещены стартовые комплексы твердотопливных исследовательских высотных ракет со стартовой массой до 10 т. С 1989 г. осуществлено 256 успешных запусков метеорологических и зондирующих ракет. В 1994 г. совместно с НАСА был проведен запуск 36 ракет с целью исследования средних и верхних слоев атмосферы. Эти успешные запуски укрепили статус центра «Алкантара», увеличили его шанс стать участником международных программ.

## Преимущества центра
Космический центр «Алкантара» имеет целый ряд преимуществ по сравнению с другими космодромами.

1. Основным его преимуществом является близость к экватору. Он расположен в районе с координатами 2 град 17 мин ю. ш. и 44 град 23 мин в. д. Использование космодрома «Алкантара» чрезвычайно выгодно для выведения спутников на приэкваториальные орбиты, по сравнению с космическими центрами, расположенными в более высоких широтах. Близость этого космодрома к экватору позволяет ракетам-носителям выводить на геопереходную орбиту больший полезный груз, чем при старте из других мест. Так, например, по оценкам бразильских специалистов, запуск из «Алкантары» примерно на 30 % эффективнее пуска с мыса Канаверал, расположенного под 28 град с. ш. Кроме того, при запуске в северо-восточном направлении трасса полета будет пролегать над джунглями или океаном. В случае аварии обломки ракеты не упадут на густонаселенные районы.

2. Космодром «Алкантара» может предоставить заказчикам широкий диапазон азимута пусков: от 343 град западной долготы до 90 град восточной долготы. Он обеспечивает возможность запуска спутников и на орбиты с гораздо большим наклонением, в том числе на приполярные.

3. Благоприятные климатические условия и низкая плотность населения в этом районе.

4. Доступность доставки РН, КА и оборудования морским и воздушным путём, благодаря наличию аэропорта и морских портов.

5. После ратификации бразильским Конгрессом соглашения с США из 18 имеющихся в мире космодромов только космический центр «Алкантара» будет иметь право на РН и КА американского производства.

## Статистика
- Валовой внутренний продукт на 2003 год составляет 20 513 334,00 реалов (данные: Бразильский институт географии и статистики).
- Валовой внутренний продукт на душу населения на 2003 год составляет 933,57 реала (данные: Бразильский институт географии и статистики).
- Индекс человеческого развития на 2010 год составляет 0,573 (данные: Программа развития ООН)[2].